# 関東フットサルリーグ
関東フットサルリーグは、関東サッカー協会フットサルリーグ運営委員会が主催するフットサルリーグ。茨城県、神奈川県、群馬県、埼玉県、千葉県、東京都、栃木県、山梨県の1都7県のフットサルチームが参加する。

## カテゴリ
- 1部リーグ
- 2部リーグ - 2007年度から2部制に
- 女子リーグ - 2008年度、2009年度のプレリーグを経て、2010年度創設
- 大学リーグ - 2015年度、2016年度のプレリーグを経て、2017年度創設

## 大会方式
2014年（第16回）1部リーグは、9チームによる総当たり2回戦のリーグ戦を行う。勝ち点方式で順位が決定され、上位チームはFUTSAL地域チャンピオンズリーグに出場する。2部リーグは、12チームによる総当たり1回戦のリーグ戦を行う。女子リーグは、8チームによる総当たり1.5回戦のリーグ戦を行う。上位チームは地域女子チャンピオンズリーグに出場する。
外国人選手の登録は最大4人で、試合への同時出場は2人まで。女子選手の男子リーグ出場も可能。
主な会場は、東京都が駒沢屋内球技場、駒沢オリンピック公園総合運動場体育館、東久留米市スポーツセンター、滝野川体育館、立川市泉市民体育館。千葉県が柏市中央体育館、千葉県立館山運動公園体育館、八千代市市民体育館。神奈川県が寒川総合体育館、レイクアリーナ箱根。埼玉県がウィング・ハット春日部、三芳町総合体育館。茨城県が笠松運動公園体育館、水海道総合体育館。栃木県が栃木県立県南体育館。山梨県が山梨県小瀬スポーツ公園体育館。群馬県が前橋市民体育館。

## 昇格・降格・参入/入替戦

### 2014年度
1部9位は2部に自動降格し、2部1位は1部に自動昇格する。1部8位は2部2位との1部入替戦に参加する。2部11位と2部12位は2部入替戦に参加する。女子7位と女子8位は女子入替戦に参加する。

### 2019年度
- 1部は、9位が2部に自動降格、1部8位は2部2位との1部入替戦に参加する[1]。
- 2部は、1位が1部に自動昇格、2部11位と2部12位は2部入替戦に参加する[1]。
- 女子は、4チームが来季日本女子フットサルリーグ移行離脱することから、参入戦で4チームが新規に来季昇格予定[1][2]。

## 2019年度所属クラブ

### 男子1部
2019年度は9クラブ
- リガーレ東京（東京都、旧デルソーレ中野）
- バルドラール浦安セグンド（千葉県）
- ペスカドーラ町田アスピランチ（東京都）
- ファイルフォックス八王子（東京都）
- ゾット早稲田（東京都）
- 湘南ベルマーレFCロンドリーナ（神奈川県）
- コロナフットボール権田（神奈川県）
- カフリンガ東久留米（東京都）
- バディランツァーレ（神奈川県）

### 男子2部
2019年度は12クラブ
- ブラックショーツFC（神奈川県）
- デルミリオーレ　クラウド　群馬（群馬県）
- FCmm（千葉県）
- malva ibaraki fc（茨城県）
- 府中アスレティックFCサテライト（東京都）
- BRB／TANTALUS FUTSAL CLUB（東京都）
- 烏天狗インペリオ（埼玉県）
- O-PA（千葉県）
- プログレス甲府（山梨県）
- Iwatsuki Futsal Club／tzk（埼玉県）
- ヴェルダデイロ/WF（茨城県）
- フウガドールすみだバッファローズ（東京都）

### 女子
2019年度は9クラブ
- フウガドールすみだレディース（東京都）
- VEEX TOKYO Ladies（東京都）
- さいたまSAICOLO（埼玉県）
- 東京府中アスレティックフットボールクラブプリメイラ（東京都）
- バルドラール浦安ラス・ボニータス（千葉県）
- TapaZida（東京都）
- CAFURINGA BOYS 東久留米（東京都）
- FOREST ANNEX（東京都）
- シュートアニージャ（神奈川県）

### 大学
2019年度は12クラブ
- 東京大学フットサル部(旧・東京大学さんぱち先生)
- 多摩大学体育会フットサル部
- 順天堂大学フットサル部GAZIL/jfc
- 慶応義塾大学フットサル倶楽部エルレイナ
- 東京工業大学Tokyo Tech.
- 横浜市立大学男子フットサル部VERDADE
- 東京国際大学体育会サッカー部
- 流通経済大学体育局サッカー部
- 慶應義塾大学体育会ソッカー部
- 明治学院大学フットサル部SAjugaria
- 桐蔭横浜大学フットサル部
- 千葉大学フットサル部

## 歴代大会結果

### 男子1部
| 年（回）       | 優勝                         | 準優勝                   | 3位                          | 得点王                                 | 優秀審判員 |
| -------------- | ---------------------------- | ------------------------ | ---------------------------- | -------------------------------------- | ---------- |
| 1999（第1回）  | GALO FC TOKYO , PREDATOR FC  |                          | MALVA MITO FC                |                                        |            |
| 2000（第2回）  | 小金井ジュール               | 府中水元クラブ           | GALO FC TOKYO , Black Shorts |                                        |            |
| 2001（第3回）  | FIRE FOX                     | FUTURO FUCHU             | GALO FC TOKYO                |                                        |            |
| 2002（第4回）  | CASCAVEL                     | FUTURO FUCHU             | P.S.T.C LONDRINA             |                                        |            |
| 2003（第5回）  | SHARKS                       | グッドウィルCASCAVEL     | 府中アスレティックFC         |                                        |            |
| 2004（第6回）  | FIRE FOX                     | 府中アスレティックFC     | SHARKS                       | 矢ノ目憲央 (MALVA MITO FC)             |            |
| 2005（第7回）  | グッドウィルCASCAVEL         | PREDATOR FC              | BOTSWANA FC MEGURO           | 稲田祐介 (グッドウィルCASCAVEL)        |            |
| 2006（第8回）  | FIRE FOX                     | 府中アスレティックFC     | CASCAVEL                     | 小山剛史 (府中アスレティックFC)        |            |
| 2007（第9回）  | FUGA MEGURO                  | SHARKS                   | ファイルフォックス府中       | 吉成圭(ファイルフォックス府中）        |            |
| 2008（第10回） | FUGA MEGURO                  | カフリンガ東久留米       | ファイルフォックス府中       | 垣本右近（カフリンガ東久留米）         |            |
| 2009（第11回） | FUGA TOKYO                   | ゾット早稲田             | malva fc                     |                                        |            |
| 2010（第12回） | カフリンガ東久留米           | FUGA TOKYO               | コロナFC/権田                |                                        |            |
| 2011（第13回） | FUGA TOKYO                   | ゾット早稲田             | 柏TOR'82                     | 田口元気（ブラックショーツ）           |            |
| 2012（第14回） | フウガすみだ                 | ファイルフォックス府中   | バルドラール浦安セグンド     | 三井健（ファイルフォックス府中）       |            |
| 2013（第15回） | フウガすみだ                 | ファイルフォックス府中   | ブラックショーツFC           | 小笹祐介（ゾット早稲田）               |            |
| 2014（第16回） | ファイルフォックス府中       | カフリンガ東久留米       | ゾット早稲田                 | 米谷悟（ゾット早稲田）                 |            |
| 2015（第17回） | リガーレ東京                 | ゾット早稲田             | コロナFC/権田                | 岡野健（リガーレ東京）                 |            |
| 2016（第18回） | リガーレ東京                 | ファイルフォックス府中   | 柏TOR'82                     | 馬場和也（柏トーア’82）                |            |
| 2017（第19回） | PSTCロンドリーナ             | ブラックショーツFC       | ファイルフォックス八王子     | 佐藤玲惟（PSTCロンドリーナ）           | 住岡弘士   |
| 2018（第20回） | リガーレ東京                 | バルドラール浦安セグンド | ペスカドーラ町田アスピランチ | 岡野健（リガーレ東京）                 | 佐藤俊介   |
| 2019（第21回） | ペスカドーラ町田アスピランチ | ゾット早稲田             | バディランツァーレ           | 三須達也（バディランツァーレ）         | 南雲雄     |
| 2020（第22回） | デルミリオーレ クラウド 群馬 | ゾット早稲田             | ペスカドーラ町田アスピランチ | 大薗諒（リガーレ東京）                 | 長山徹     |
| 2021（第23回） | ゾット早稲田                 | リガーレ東京             | バルドラール浦安セグンド     | 雪島洋樹（ゾット早稲田）               |            |
| 2022（第24回） | バルドラール浦安セグンド     | O-PA                     | ゾット早稲田                 | 山下純平（デルミリオーレクラウド群馬） | 松田卓磨   |
| 2023（第25回） | ゾット早稲田                 | ブラックショーツFC       | カフリンガ東久留米           | 藤井一真（ゾット早稲田）               | 南雲雄     |

### 男子2部
| 年（回）       | 優勝                         | 準優勝                           | 3位                              | 得点王                                                |
| -------------- | ---------------------------- | -------------------------------- | -------------------------------- | ----------------------------------------------------- |
| 2007（第9回）  | カフリンガ東久留米           | SnrEAGLES                        | ZOTT                             |                                                       |
| 2008（第10回） | Artista                      | ZOTT                             | Iwatsuki FC/tzk                  |                                                       |
| 2009（第11回） | コロナFC/権田                | Iwatsuki FC/tzk                  | 三榮不動産FC宇都宮               |                                                       |
| 2010（第12回） | 柏イーグルスTOR'82           | バルドラール浦安セグンド         | フュンフシュピーラー山梨         |                                                       |
| 2011（第13回） | バルドラール浦安セグンド     | malva ibaraki fc                 | デルソーレ中野                   |                                                       |
| 2012（第14回） | コロナFC/権田                | デルソーレ中野                   | フュンフシュピーラー山梨         | 大久保潤一（Iwatsuki Futsal Club／tzk）               |
| 2013（第15回） | FCmm                         | NÖVO MENTE                       | malva ibaraki fc                 | 山崎知宏（モランゴ栃木）                              |
| 2014（第16回） | コロナFC/権田                | デルミリオーレクラウド群馬       | malva ibaraki fc                 | 小島修人（malva ibaraki fc） 島崎了誌（FUTURO FUCHU） |
| 2015（第17回） | O-PA                         | デルミリオーレクラウド群馬       | フュンフシュピーラー山梨         | 新井裕生（府中アスレティックFCサテライト）            |
| 2016（第18回） | PSTCロンドリーナ             | malva ibaraki fc                 | O-PA                             | 次田啓示（NÖVO MENTE）                                |
| 2017（第19回） | ペスカドーラ町田アスピランチ | バルドラール浦安セグンド         | デルミリオーレクラウド群馬       | 水野拓海（バルドラール浦安セグンド）                  |
| 2018（第20回） | バディランツァーレ           | デルミリオーレクラウド群馬       | FCmm                             | 平翔伍（FCmm）                                        |
| 2019（第21回） | デルミリオーレクラウド群馬   | FCmm                             | フウガドールすみだバッファローズ | 山下純平（O-PA）                                      |
| 2020（第22回） |                              |                                  |                                  |                                                       |
| 2021（第23回） | O-PA                         | フェニックス横浜                 | ブラックショーツFC               | 辛島昌幸（malva 水戸 FC）                             |
| 2022（第24回） | ブラックショーツFC           | フウガドールすみだバッファローズ | フェニックス横浜                 | 吉田廉（ブラックショーツFC）                          |
| 2023（第25回） | ペスカドーラ町田アスピランチ | フウガドールすみだバッファローズ | フェニックス横浜                 | 森本怜太郎（フェニックス横浜）                        |

### 女子
| 年（回）       | 優勝                           | 準優勝                             | 3位                            | 得点王                                                      |
| -------------- | ------------------------------ | ---------------------------------- | ------------------------------ | ----------------------------------------------------------- |
| 2010（第1回）  | FUNフットサルクラブLadies      | バルドラール浦安ラスボニータス     | Amarelo/峰FC                   |                                                             |
| 2011（第2回）  | バルドラール浦安ラスボニータス | FUNフットサルクラブLadies com VEEX | アヴェントゥーラ 川口          | 竹本亮子（Amarelo／峰FC）                                   |
| 2012（第3回）  | バルドラール浦安ラスボニータス | FUNフットサルクラブLadies com VEEX | SAICOLO                        | 竹本亮子（Amarelo／峰FC）                                   |
| 2013（第4回）  | バルドラール浦安ラスボニータス | FOREST ANNEX                       | SAICOLO                        |                                                             |
| 2014（第5回）  | バルドラール浦安ラスボニータス | SAICOLO                            | シュートアニージャ             | 堀田えり子（SAICOLO）                                       |
| 2015（第6回）  | SAICOLO                        | バルドラール浦安ラスボニータス     | シュートアニージャ             | 濱野瑞己（the sunkisst）                                    |
| 2016（第7回）  | さいたまSAICOLO                | フウガドールすみだレディース       | VEEX TOKYO Ladies              | 吉林千景（VEEX TOKYO Ladies）                               |
| 2017（第8回）  | フウガドールすみだレディース   | バルドラール浦安ラスボニータス     | VEEX TOKYO Ladies              | 江川涼（浦安ラスボニータス） 阿部真美（浦安ラスボニータス） |
| 2018（第9回）  | フウガドールすみだレディース   | VEEX TOKYO Ladies                  | さいたまSAICOLO                | 筏井りさ（さいたまSAICOLO）                                 |
| 2019（第10回） | バルドラール浦安ラスボニータス | さいたまSAICOLO                    | 府中アスレティックFCプリメイラ |                                                             |

### 大学
| 年（回）      | 優勝                            | 準優勝                     | 3位                          | MVP                      | 得点王                 |
| ------------- | ------------------------------- | -------------------------- | ---------------------------- | ------------------------ | ---------------------- |
| 2017（第1回） | 順天堂大学フットサル部GAZIL/jfc | 多摩大学体育会フットサル部 | 慶應義塾大学体育会ソッカー部 | 小沼真仁(順天堂大)       | 南雲颯太（多摩大）     |
| 2018（第2回） | 慶應義塾大学体育会ソッカー部    | 多摩大学体育会フットサル部 | 桐蔭横浜大学フットサル部     | 中畝楓流（慶應義塾大ソ） | 笠篤史（慶應義塾大ソ） |
| 2019（第3回） | 多摩大学体育会フットサル部      | 明治学院大学フットサル部   | 東京大学フットサル部         | 安井嶺芽（多摩大）       | 根本佑（桐蔭横浜大）   |

## Fリーグ(日本フットサルリーグ)に参入したクラブ
- CASCAVEL TOKYO - 2007年のFリーグ創設とともにペスカドーラ町田に改称してFリーグ参入。
- PREDATOR - 2007年のFリーグ創設とともにバルドラール浦安に改称してFリーグ参入。
- P.S.T.C.LONDRINA - 2007年のFリーグ創設とともに湘南ベルマーレフットサルクラブに改称してFリーグ参入。
- 府中アスレティックフットボールクラブ - 2009年にFリーグ参入
- フウガすみだ – 2014年にフウガドールすみだに改称してFリーグ参入。
- トルエーラ柏（旧：柏TOR'82） - 2018年にFリーグ Division2 (F2) に参入

## 女子Fリーグ(日本女子フットサルリーグ)に参入したクラブ
注 2016年から4シーズン、並行して関東女子フットサルリーグの参加が認められていたが、2020シーズンより下記4クラブが移行離脱
- さいたまSAICOLO
- バルドラール浦安ラスボニータス
- 東京府中アスレティックフットボールクラブプリメイラ
- フウガドールすみだレディース